# Namling (häradshuvudort i Kina, Tibet Autonomous Region, lat 29,69, long 89,10)
Namling (kinesiska: Nanmulin, 南木林, Renwu, 仁伍, 南木林镇) är en häradshuvudort i Kina. Den ligger i den autonoma regionen Tibet, i den sydvästra delen av landet, omkring 200 kilometer väster om regionhuvudstaden Lhasa. Antalet invånare är 10 028. Befolkningen består av 4 796 kvinnor och 5 232 män. Barn under 15 år utgör 24,0 %, vuxna 15-64 år 70 %, och äldre över 65 år 5,0 %.
Runt Namling är det glesbefolkat, med 8 invånare per kvadratkilometer. Närmaste större samhälle är Renwu, 12,5 km sydväst om Namling. Trakten runt Namling består i huvudsak av gräsmarker.
Genomsnittlig årsnederbörd är 686 millimeter. Den regnigaste månaden är juli, med i genomsnitt 216 mm nederbörd, och den torraste är november, med 1 mm nederbörd.